# Eulepidotis persimilis
Eulepidotis persimilis là một loài bướm đêm trong họ Erebidae.